# 韦默尔
韦默尔（荷蘭語：Wemmel，荷蘭語發音：[ˈʋɛməl] ⓘ，法語發音：[wɛmɛl]）是比利时弗拉芒大区弗拉芒布拉班特省哈勒-维尔福德区的一个语言便利市镇，南接布鲁塞尔首都大区，面积8.74平方千米，人口16,347人（2018年1月1日）。韦默尔是弗拉芒社群的一部分，官方语言为荷蘭語，但当地多数居民使用法语，作为一个语言便利市镇，韦默尔市政部门为法语使用者提供语言便利。